# 黄敏慧
黄敏慧，中华人民共和国政治人物、外交官。
2011年，接替赵五一，担任中华人民共和国驻秘鲁大使。